# Ee Mungu nguvu yetu
Ee Mungu Nguvu Yetu (trad. "O Dio, tu sei la nostra forza") è l'inno nazionale del Kenya. Il brano è stato scritto originariamente in lingua swahili, lingua nazionale. Il testo è di Graham Hyslop, GW Senoga-Zake, Thomas Kalume, Peter Kibukosya e Washington Omondi; la musica deriva da una melodia del popolo pokomo cantata dalle madri. L'inno è stato adottato nel 1963.

## Testo
Testo in lingua swahili
Ee Mungu nguvu yetu
Ilete baraka kwetu
Haki iwe ngao na mlinzi
Natukae na Undugu (Undugu è la "solidarietà" in kiswahili)
Amani na uhuru
Raha tupate na ustawi.
Amkeni ndugu zetu
Tufanye sote bidii
Nasi tujitoe kwa nguvu
Nchi yetu ya Kenya
Tunayoipenda
Tuwe tayari kuilinda
Natujenge taifa letu
Ee, ndio wajibu wetu
Kenya istahili heshima
Tuungane mikono
Pamoja kazini
Kila siku tuwe na shukrani

## Traduzione[1]
O Dio di tutta la creazione
benedici questa nostra terra e nazione
la giustizia sia il nostro scudo e la nostra difesa
possiamo noi vivere in unità, pace e libertà
ci sia abbondanza entro i nostri confini.
Possa ciascuno e possano tutti riuscire nella vita
con cuori forti e nella verità
il servizio sia il nostro impegno più serio
e la nostra patria del Kenya
eredità di splendore
possiamo noi sempre risoluti difendere.
Possiamo tutti all'unanimità
essere uniti da un comune legame
costruire insieme questa nostra nazione
e la gloria del Kenya
il frutto del nostro lavoro
riempia ogni cuore di riconoscenza.